# Babera Kirata
Ratimiti Babera Kirata, OBE (Onotoa, 1938 – 1991), è stato un politico gilbertese.

## Biografia
Fu eletto alla House of Representatives nel 1967 per il seggio di Onotoa, e in seguito fu eletto senza interruzione alla Maneaba ni Maungatabu dal 1978 alla sua morte.
Nel 1978 si candidò a Chief Minister, ma fu sconfitto da Ieremia Tabai. Però Tabai lo nominò ministro in ognuno dei suoi governi, dal 1979 al 1991.
Fu uno dei fondatori del Gilbertese National Party nel 1965 e in seguito del National Progressive Party.

## Onorificenze
- Ufficiale dell’Ordine dell'Impero Britannico (1978).